# Софи Хана
Софи Хана (на английски: Sophie Hannah) е изявена английска поетеса и писателка, авторка на бестселъри в жанра психологически трилър.

## Биография и творчество
Софи Хана е роден на 28 юни 1971 г. в Манчестър, Англия, в семейството на академика и писател Норман Герас и писателката Адел Герас. Завършва през 1993 г. Университета на Манчестър с бакалавърска степен.
След дипломирането си в периода 1994 – 1997 г. работи библиотека „Портико“ в Манчестър, а в периода 1997 – 1999 г. е научен сътрудник по творчески изкуства в Колежа „Тринити“ на Кеймбриджкия университет. В периода 1998 – 2005 г. е преподавател по творческо писане към Манчестърския университет, като в периода 1999 – 2001 г. преподава и в колежа „Уолфсън“ в Оксфорд. Работи и като сътрудник и рецензент за радио и телевизионни програми. След 2005 г. изцяло се посвещава на писателската си кариера.
Още докато е в университета публикува първите си стихове и 2 детски книжки. в поезията си използва класическата рима демонстрирайки остроумие, хумор и топлота.
През 1999 г. са публикувани първите ѝ романи „Gripless“ и „Leaving and Leaving You“.
През 2006 г. е издаден първият психологически трилър „Little Face“ от поредицата „Престъпления в Кълвър Валей“. Книгата става бестселър и я прави известна.
През 2011 – 2012 г. по романите от поредицата „The Point of Rescue“ и „The Other Half Lives“ са направени епизоди в телевизионния сериал „Case Sensitive“ с участието на Оливия Уилямс, Дарън Бойд и Питър Уайт.
През 2014 г. е издаден първият криминален роман „Убийства с инициали“ от поредицата „Загадките на Еркюл Поаро“. След почти 40 години от смъртта на писателката Агата Кристи, нейните наследници се доверяват на Софи Хана да продължи да създава криминални мистерия, която само известният детектив Еркюл Поаро може да разреши. И той отново е на разположение, за да разреши поредния случай, в който коварен убиец оставя необичайни улики при всяко едно от телата, а смъртта дебне отчаяна млада жена.
Произведенията на писателката са преведени на повече от 30 езика и са издадени в над 50 страни по света. Те обикновено са на първо място в класациите „Книга на годината“. За тях е удостоена е с различни литературни награди, сред които и „Дафни дю Морие“ за новелата „The Octopus Nest“.
Софи Хана живее със семейството си в Кеймбридж.

## Произведения

### Самостоятелни романи
- Gripless (1999)
- Leaving and Leaving You (1999)
- Cordial and Corrosive (2000)
- The Superpower of Love (2001)
- The Orphan Choir (2013)
- A Game for All the Family (2015)
- Did You See Melody? (2017)
- Haven't They Grown (2019)
- The Understudy (2019) (with others)
- The Opposite of Murder (2024)

### Серия „Престъпления в Кълвър Валей“ (Culver Valley Crime)
1. Little Face (2006)
2. Hurting Distance (2007) – издаден и като „The Truth-Teller's Lie“
Ранима близост, изд. „Унискорп“, София (2013), прев. Сашка Георгиева
3. The Point of Rescue (2008) – издаден и като „The Wrong Mother“
4. The Other Half Lives (2009) – издаден и като „The Dead Lie Down“
5. A Room Swept White (2010) – издаден и като „The Cradle in the Grave“
6. Lasting Damage (2011) – издаден и като „The Other Woman's House“
7. Kind of Cruel (2012)
8. The Carrier (2013)
9. The Telling Error (2014) – издаден и като „Woman with a Secret“
10. The Narrow Bed (2016)

### Серия „Загадките на Еркюл Поаро“ (Hercule Poirot Mystery)
1. The Monogram Murders (2014)
Убийства с инициали, изд.„ЕРА“, София (2014), прев. Юлия Чернева
2. Closed Casket (2016)
Затворено ковчеже, изд.„ЕРА“, София (2016), прев. Юлия Чернева
3. The Mystery of Three Quarters (2018)
Мистерията с трите четвърти, изд.„ЕРА“, София (2018), прев. Юлия Чернева
4. The Killings at Kingfisher Hill (2020)
Убийства в Кингфишър Хил, изд.„ЕРА“, София (2020), прев.
5. Hercule Poirot's Silent Night (2023)
Тихата нощ на Еркюл Поаро, изд.„ЕРА“, София (2023), прев.

### Новели
- The Octopus Nest (2014)
- Pictures or it Didn't Happen (2015)
- The Warning (2015)

### Поезия
- Early Bird Blues (1993) – самиздат
- Second Helping of Your Heart (1994)
- The Hero and the Girl Next Door (1995)
- Hotels Like Houses (1996)
- Love Me Slender (2000)
- First of the Last Chances (2003)
- Selected Poems (2006)
- Pessimism for Beginners (2007)
- The Poetry of Sex (2014)
- Marrying the Ugly Millionaire (2015)

### Детска литература
- Carrot the Goldfish (1992)
- Early Bird Blues (1993)
- The Box Room (2001)

### Сборници
- Leeds Stories 2 (2005) – със Саймън Армитидж, Джулз Денби, Джанет Фишър, Чар Марч и Андреа Семпъл
- The Fantastic Book of Everybody's Secrets (2008)
- Bonne Route (2010) – с М. И. Алам, Алексис Клемънтс, Антъни Кропър, Пипа Грифин, Майкъл Нат, Дейв Пескод, Уейн Прайс и Пола Раусторн
- Ideas Above Our Station (2010) – с М. И. Алам, Алекс Клемънтс, Антъни Кропър, Таня Хършман, Майкъл Нат, Пола Раусторн и Гай Уеър
- Something Untoward: (2012)
- Visitors Book (2015)

### Екранизации
- 2011 – 2012 Case Sensitive – ТВ сериал, 2 епизода по романа „The Point of Rescue“ и 2 епизода по „The Other Half Lives“